# Ambrogio Normanno
Ambrogio detto il Normanno o d'Évreux (fl. XII secolo) è stato uno scrittore francese, del XII secolo.
A lui dobbiamo l'Estoire de la guerre sainte, relazione in 12352 ottonari della spedizione in Terra santa di Riccardo Cuor di Leone durante la terza crociata.